# DKW Typ P

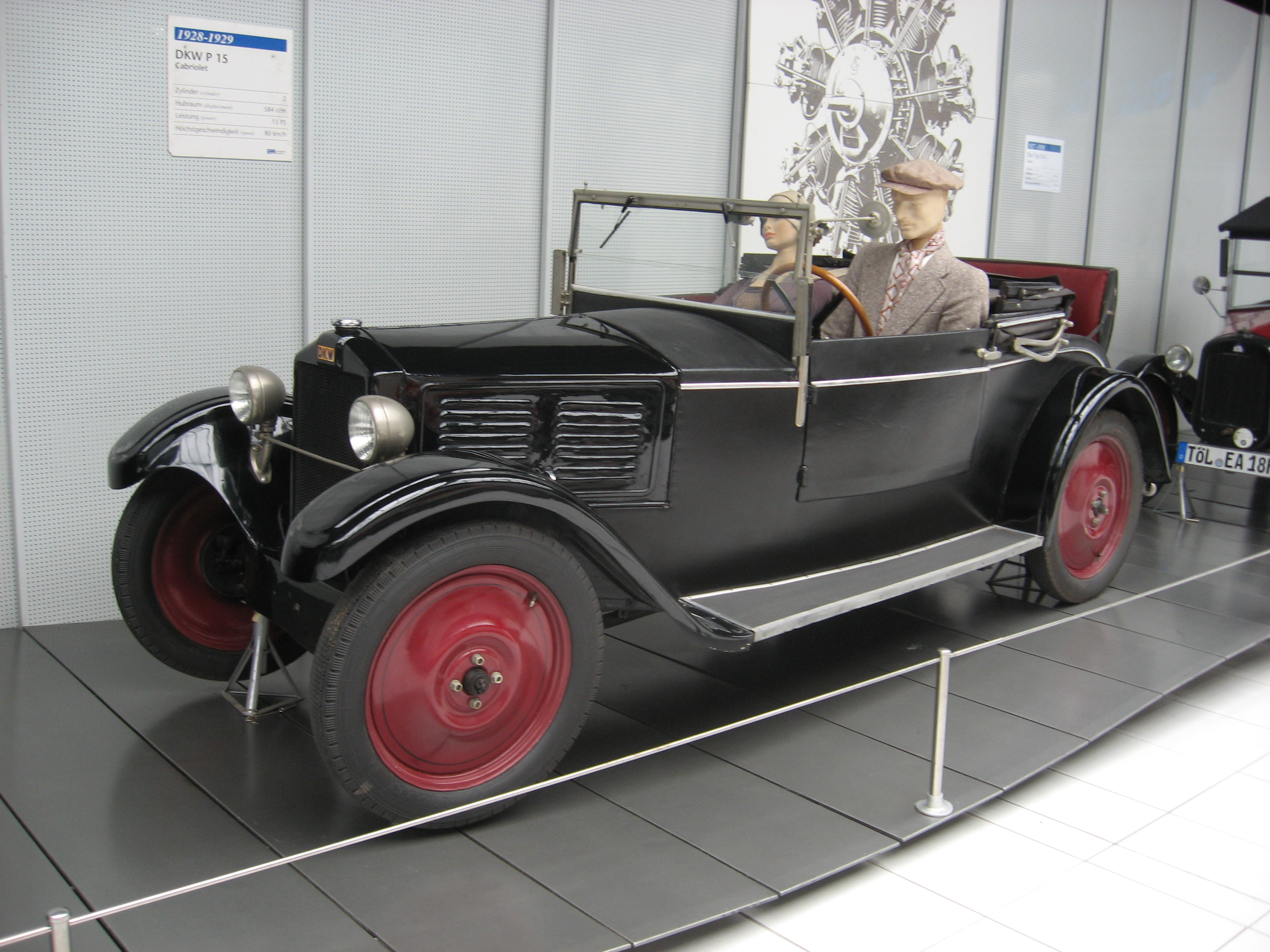
DKW P15 im EFA-Museum für Deutsche Automobilgeschichte, Amerang

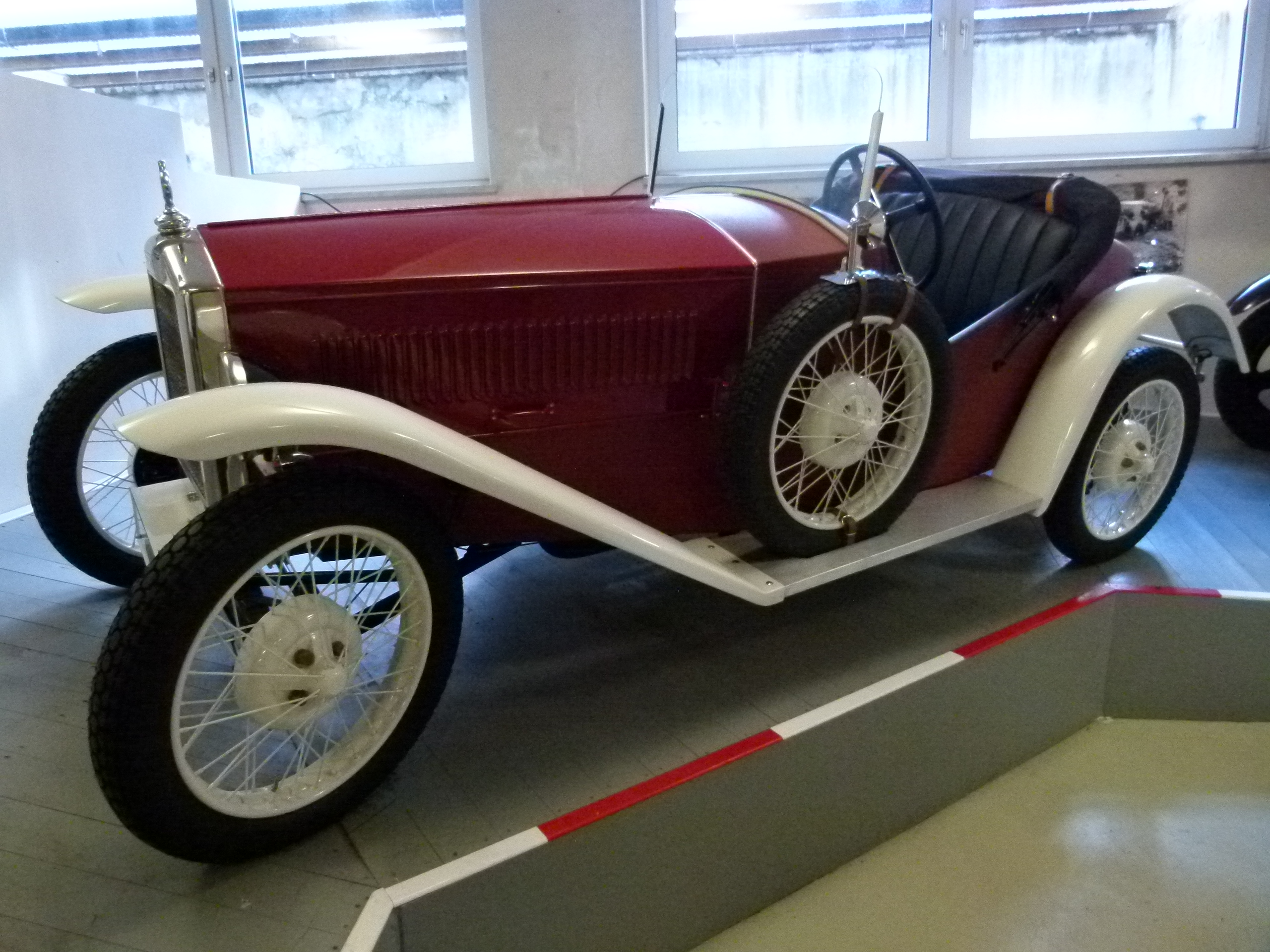
DKW PS 600 Sport Roadster im Fahrzeugmuseum Chemnitz

Der DKW P 15 PS ist ein Kleinwagen der Marke DKW, den die Motorradfabrik Zschopauer Motorenwerke J. S. Rasmussen im Mai 1928 als ihren ersten Pkw vorstellte.

## Beschreibung
Der leichte DKW P15 mit einem auf Wasserkühlung umgestellten Motorradmotor und Hinterradantrieb wurde von Rudolf Slaby konstruiert, dem ehemaligen Inhaber der Berliner Slaby-Beringer-Automobil-Gesellschaft, die Rasmussen 1924 übernommen hatte. Der Zweizylinder-Zweitaktmotor mit Thermosiphonkühlung wurde vom DKW-Stammwerk in Zschopau hergestellt; die Montage erfolgte in Rasmussens Zweigwerk Berlin-Spandau.
Der vorn eingebaute Motor mit 0,6 Liter Hubraum leistet 15 PS (11 kW) bei 3500 min−1 Der Wagen mit selbsttragender Karosserie aus Sperrholz mit Kunstlederbezug hat vorn und hinten Starrachsen mit Querblattfedern und war als zwei-, drei- oder viersitziges Cabriolet oder Roadster verfügbar. Das Dreiganggetriebe wird über einen Schalthebel in der Wagenmitte betätigt. Die seilzugbetätigte mechanische Fußbremse wirkt auf alle vier Räder; die Feststellbremse auf das linke Vorder- und das rechte Hinterrad.
Mit dem lauten und unkomfortablen Zweitaktmotor war der Wagen eher für Umsteiger vom Motorrad interessant und weniger als Konkurrenzmodell zu anderen Kleinwagen zu sehen. Zudem war die Holzkarosserie nicht sehr dauerhaft und verrottete schnell, der Verbrauch an Zweitaktgemisch war vergleichsweise hoch, ebenso der Verschleiß an Zündkerzen. Nach 3008 Wagen wurde die Produktion 1929 eingestellt. Bereits im November 1928 wurde der größere Nachfolger P 25 PS mit Vierzylinder-Zweitakt-V-Motor und zwei Ladepumpen vorgestellt. Die DKW 4=8 waren als V 800 / V 1000, Sonderklasse bzw. Schwebeklasse noch bis 1940 im DKW-Angebot.
Auf Basis des P 15 PS kam 1930 der DKW PS 600 Sport mit einem auf 18 PS verstärkten Motor auf den Markt. Der elegante Roadster mit dem Spitzgatt-Bootsheck wurde 1931 ersatzlos eingestellt.

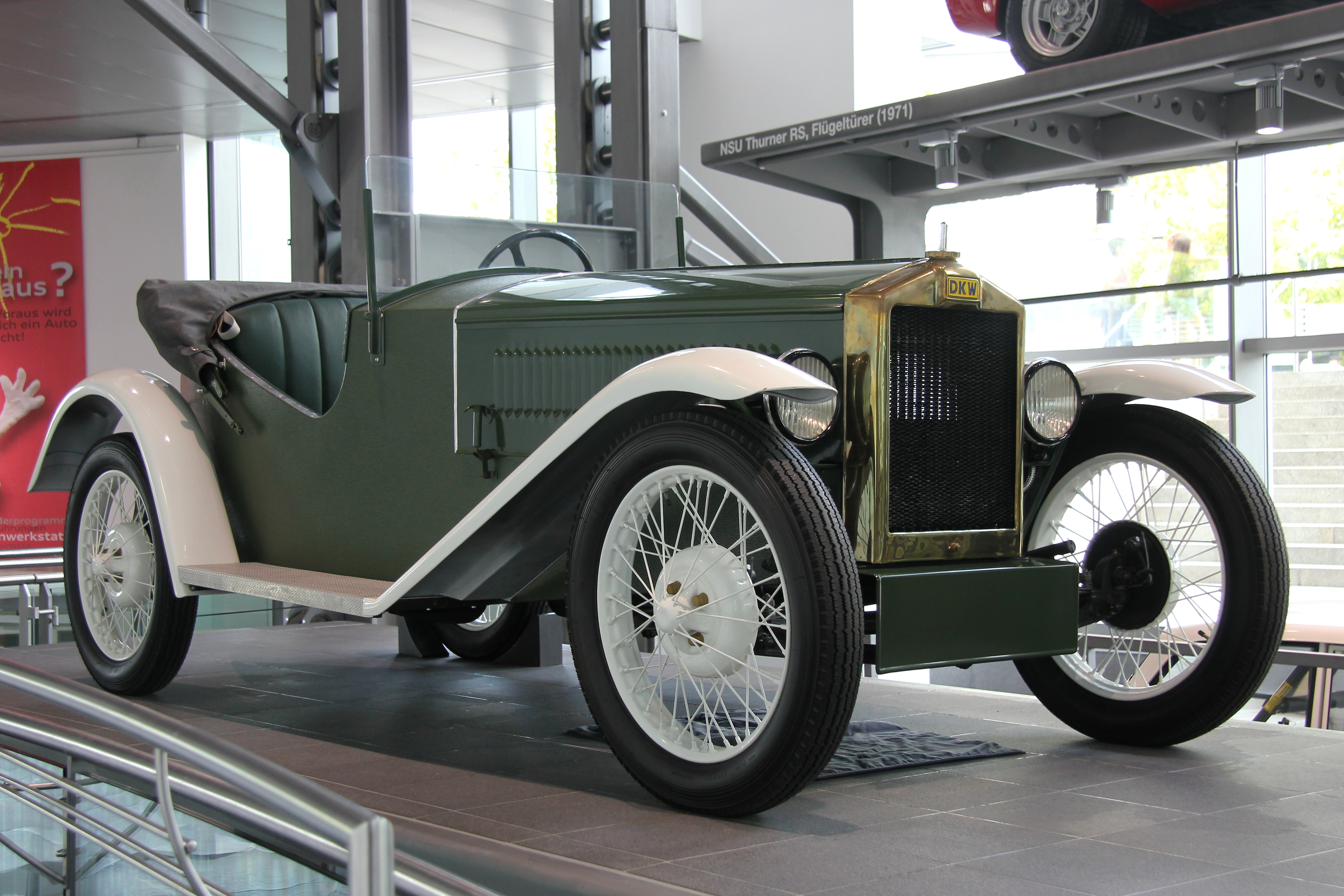
DKW PS 600 Sport, Bj. 1930
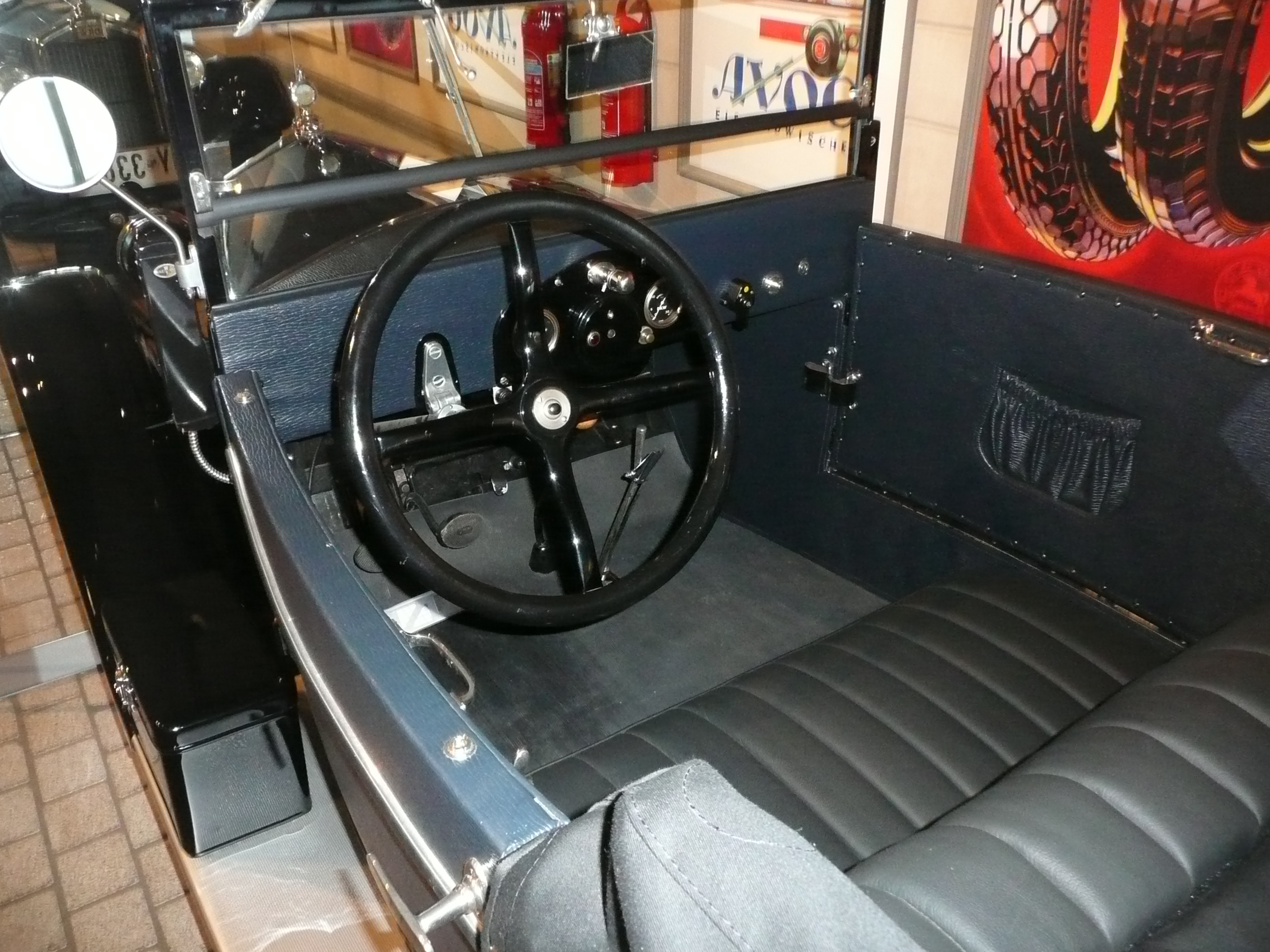
DKW P15 Fahrersitz
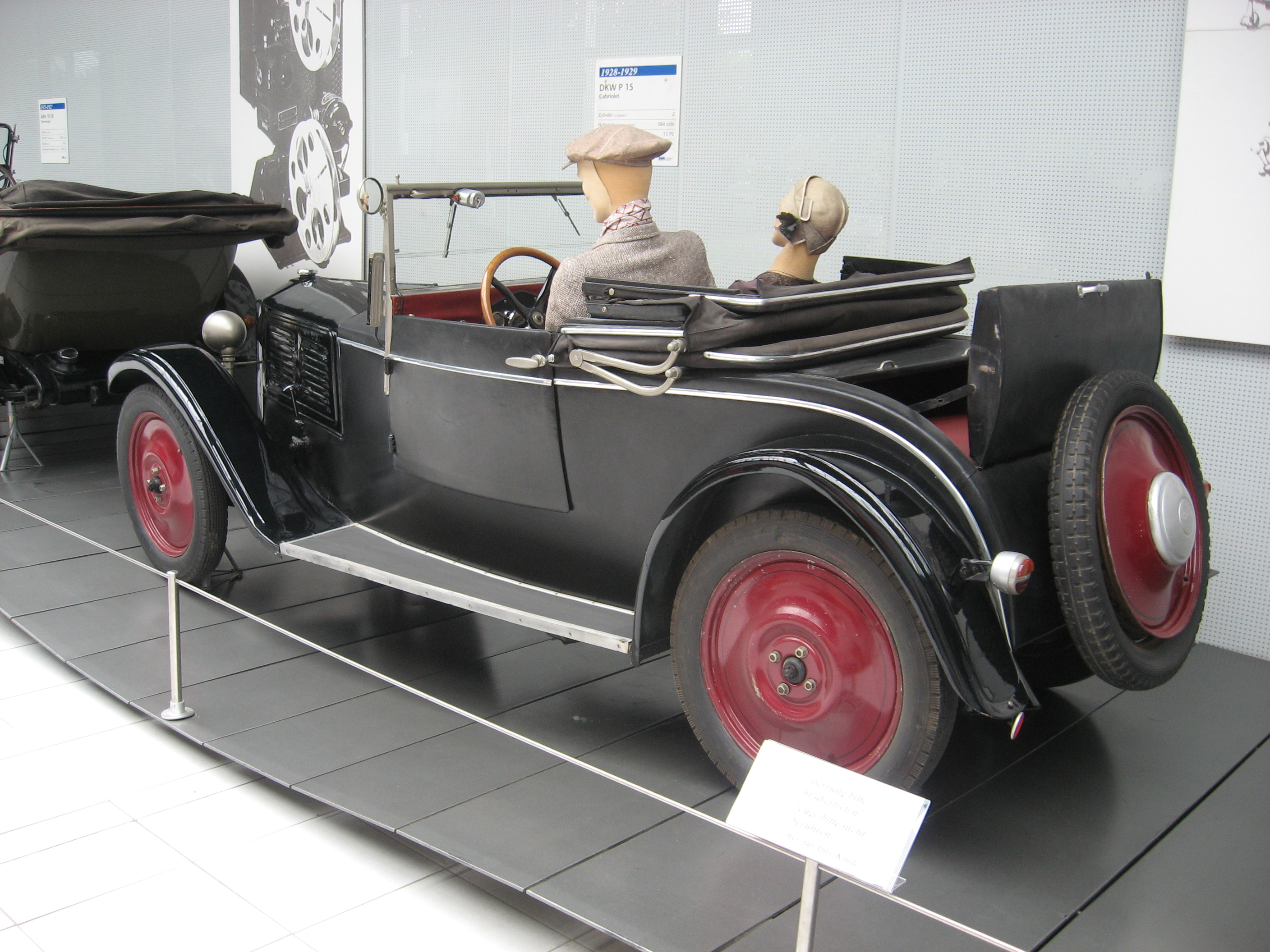
DKW P15 Heckansicht

## Technische Daten
| Typ                   | P 15 PS             | PS 600 Sport        |
| Bauzeitraum           | 1928–1929           | 1930–1931           |
| Aufbauten             | Cb2, R2             | R2                  |
| Motor                 | 2 Zyl. Reihe 2 Takt | 2 Zyl. Reihe 2 Takt |
| Ventile               | ohne                | ohne                |
| Bohrung × Hub         | 74 mm × 68 mm       | 74 mm × 68 mm       |
| Hubraum               | 584 cm³             | 584 cm³             |
| Leistung (PS)         | 15                  | 18                  |
| Leistung (kW)         | 11                  | 13,2                |
| Verbrauch             | 10 l / 100 km       | 10 l / 100 km       |
| Höchstgeschwindigkeit | 80 km/h             | 100 km/h            |
| Leergewicht           | 530–600 kg          | 530 kg              |
| Zul. Gesamtgewicht    | 780–900 kg          | 830 kg              |
| Elektrik              | 6 Volt              | 6 Volt              |
| Länge                 | 3600 mm             | 3700 mm             |
| Breite                | 1350 mm             | 1330 mm             |
| Höhe                  | 1600–1700 mm        | 1200 mm             |
| Radstand              | 2590 mm             | 2400 mm             |
| Spur vorne / hinten   | 1100 mm / 1100 mm   | 1100 mm / 1100 mm   |
| Wendekreis            |                     |                     |

- Cb2 = 2-türiges Cabriolet
- R2 = 2-türiger Roadster